# Yoon Kyung-shin
Yoon Kyung-Shin (Seul, 7 de julho de 1973) é um handebolista profissional sul coreano.
Foi eleito melhor do mundo pela EHF em 2001.